# Bruno Dias
Bruno Rafael Ramos Dias, noto semplicemente come Bruno Dias (Ivaiporã, 10 aprile 1987), è un giocatore di calcio a 5 brasiliano.

## Carriera

### Club
Cresciuto a Paranavaí, Dias inizia a giocare a calcio a 5 nel 1994 nel settore giovanile del São Lucas per poi trasferirsi, nel 2004, a quello del Cancun Esportes di Curitiba. Nel 2006 firma il suo primo contratto da professionista con il Paraná. Gioca in seguito per Ciagym Maringá, Corinthians, Sorocaba, Joinville e soprattutto Carlos Barbosa, con la cui maglia disputa un biennio da protagonista. Al termine della stagione 2020 si trasferisce in Russia per giocare con l'Ukhta.

### Nazionale
Già convocato dalla nazionale maschile di calcio a 5 del Brasile per la Copa América 2019, annullata in seguito ai disordini scoppiati in Cile, due anni più tardi viene incluso nella lista definitiva della Seleção per la Coppa del Mondo, conclusa dai sudamericani al terzo posto. Quattro mesi più tardi ha disputato anche la Copa América 2022, di cui ha vinto la medaglia di bronzo.

## Palmarès
- Campionato brasiliano: 1
Carlos Barbosa: 2015
- Taça Brasil: 1
Carlos Barbosa: 2016